# Laureano Staropoli
Laureano «Pepi» Staropoli (La Plata, Buenos Aires; 27 de febrero de 1993) es un artista marcial mixto argentino que actualmente compite en la división de peso wélter de Professional Fighters League (PFL).

## Primeros años
Nacido en La Plata en el año 1993, comenzó a entrenar Taekwondo a la edad de ocho años. Después de ver luchar a Randy Couture, empezó a entrenar artes marciales mixtas a los 17 años.Antes de ser fichado por la UFC, Staropoli, trabajó de seguridad y agente de policía durante 5 años.

## Carrera de artes marciales mixtas

### Carrera temprana
Su carrera profesional de MMA empezó en 2013 luchando principalmente en Sudamérica. Amasó un récord de 7-1 antes de unirse a UFC.

### Ultimate Fighting Championship
Staropoli debutó en la UFC el 17 de noviembre de 2018 en UFC Fight Night: Magny vs. Ponzinibbio contra Hector Aldana. Ganó el combate por decisión unánime.
El 11 de mayo de 2019, hizo su segunda aparición enfrentando al brasileño Thiago Alves en UFC 237 . Ganó el combate por decisión unánime.Se encontraba programado el combate de Staropoli frente al ruso Alexey Kunchenko el 10 de agosto de 2019 en Montevideo, Uruguay. Sin embargo, se anunció el 29 de julio de 2019 que Staropoli se vio obligado a retirarse del combate debido a una nariz rota y fue reemplazado por Gilbert Burns. Kunchenko perdió el combate por decisión unánime.Ese mismo año, Laureano enfrentó a Muslim Salikhov el 26 de octubre de 2019 en UFC Fight Night: Maia vs. Askren. Perdió el combate por decisión unánime.
El 8 de agosto de 2020, Staropoli, se enfrentó a Tim Means en UFC Fight Night: Lewis vs. Oleinik. En el pesaje, Staropoli pesó 174.5 libras, tres libras y media por encima del límite del combate de peso wélter. El combate se desarrolló en un peso acordado y Stropoli fue multado con el 20% de su bolsa, que fue a parar a Means. Perdió el combate por decisión unánime.
Laureano, en sustitución del lesionado Alessio Di Chirico, se enfrentó a Roman Dolidze el 5 de junio de 2021 en UFC Fight Night: Rozenstruik vs. Sakai. Perdió el combate por decisión unánime.Cuatro meses después, Staropoli, estaba programado para enfrentarse a Jamie Pickett el 9 de octubre de 2021 en UFC Fight Night: Dern vs. Rodriguez. Sin embargo, después de que uno de los entrenadores de Pickett diera positivo por COVID-19, el combate se trasladó al 23 de octubre en UFC Fight Night: Costa vs. Vettori. Perdió el combate por decisión unánime.
El 3 de noviembre de 2021 fue liberado de la empresa tras encadenar una serie de derrotas.

### ARES Fighting Championship
El 26 de febrero de 2022 se confirma que "Pepi" firma con la empresa francesa ARES Fighting Championship. Debutó dos meses más tarde, precisamente el 16 de abril frente al inglés Carl Booth, el cual derrotó por decisión unánime. Ese mismo año enfrentó al italiano Leonardo Damiani, el cual también venció por decisión unánime.
El 7 de abril de 2023, se midió ante el francés Mickael Lebout en el marco del Ares FC 14, en París. Allí se consagró campeón del campeonato interino de Ares FC de peso welter venciendo al francés en el round 2 por TKO.

### Professional Fighters League
Staropoli hizo su debut contra Baba Boundjoi Nadjombe el 30 de septiembre de 2023, en PFL Europe 3. Ganó la pelea por TKO en el segundo asalto.

#### Temporada 2024
Staropoli enfrentó a Murad Ramazanov el 19 de abril de 2024, en PFL 3. En el pesaje, Staropoli llegó con 175,2 libras, 4,2 libras por encima del límite para el peso welter. Fue multado con el 20% de su bolsa y se le dedujo una deducción de puntos en la clasificación. Perdió la pelea por sumisión en el primer asalto.
Se esperaba que Staropoli enfrentara al ex campeón interino de peso welter de Bellator, Logan Storley, pero se retiró por razones desconocidas y fue reemplazado por Luca Poclit, quien a su vez estaba programado para enfrentar a Zach Juusola en este evento.

## Campeonatos y logros
- Ultimate Fighting Championship
  - Pelea de la Noche (Una vez) vs. Hector Aldana[34]

## Récord en artes marciales mixtas
| Récord profesional | Récord profesional | Récord profesional |
| 19 peleas          | 13 victorias       | 6 derrotas         |
| ------------------ | ------------------ | ------------------ |
| Nocaut             | 7                  | 1                  |
| Sumisión           | 2                  | 1                  |
| Decisión           | 4                  | 4                  |

| Resultado | Récord | Oponente                     | Método                      | Evento                                 | Fecha                    | Ronda | Tiempo | Localización            | Notas                                                                                            |
| --------- | ------ | ---------------------------- | --------------------------- | -------------------------------------- | ------------------------ | ----- | ------ | ----------------------- | ------------------------------------------------------------------------------------------------ |
| Derrota   | 13–6   | Murad Ramazanov              | Sumisión (rear-naked choke) | PFL 3                                  | 19 de abril de 2024      | 1     | 4:06   | Chicago, Illinois       |                                                                                                  |
| Victoria  | 13–5   | Baba Boundjou Nadjombe       | TKO (parada de la esquina)  | PFL Europe 3                           | 30 de septiembre de 2023 | 2     | 5:00   | París, Francia          | Pelea en peso pactado (180 lbs).                                                                 |
| Victoria  | 12–5   | Mickael Lebout               | KO (golpes)                 | Ares FC 14                             | 7 de abril de 2023       | 2     | 0:43   | París, Francia          | Ganó el Campeonato Interino de Peso Wélter de Ares FC. Pelea de la Noche. Actuación de la Noche. |
| Victoria  | 11–5   | Leonardo Damiani             | Decisión (unánime)          | Ares FC 9                              | 3 de noviembre de 2022   | 3     | 5:00   | París, Francia          |                                                                                                  |
| Victoria  | 10–5   | Carl Booth                   | Decisión (unánime)          | Ares FC 5                              | 16 de abril de 2022      | 3     | 5:00   | París, Francia          |                                                                                                  |
| Derrota   | 9–5    | Jamie Pickett                | Decisión (unánime)          | UFC Fight Night: Costa vs. Vettori     | 23 de octubre de 2021    | 3     | 5:00   | Las Vegas, Nevada       |                                                                                                  |
| Derrota   | 9–4    | Roman Dolidze                | Decisión (unánime)          | UFC Fight Night: Rozenstruik vs. Sakai | 5 de junio de 2021       | 3     | 5:00   | Las Vegas, Nevada       | Pelea en peso mediano.                                                                           |
| Derrota   | 9-3    | Tim Means                    | Decisión (unánime)          | UFC Fight Night: Lewis vs. Oleinik     | 8 de agosto de 2020      | 3     | 5:00   | Las Vegas, Nevada       | Pelea en peso acordado (174.5 lbs); Staropoli no dio el peso.                                    |
| Derrota   | 9–2    | Muslim Salikhov              | Decisión (unánime)          | UFC Fight Night: Maia vs. Askren       | 26 de octubre de 2019    | 3     | 5:00   | Kallang                 |                                                                                                  |
| Victoria  | 9–1    | Thiago Alves                 | Decisión (unánime)          | UFC 237                                | 11 de mayo de 2019       | 3     | 5:00   | Río de Janeiro          |                                                                                                  |
| Victoria  | 8–1    | Hector Aldana                | Decisión (unánime)          | UFC Fight Night: Magny vs. Ponzinibbio | 17 de noviembre de 2018  | 3     | 5:00   | Buenos Aires            | Pelea de la Noche.                                                                               |
| Victoria  | 7–1    | Carlos Alberto Bazan Rojas   | TKO (golpes)                | Combate Cotas MMA 3                    | 10 de junio de 2017      | 2     | 3:00   | Santa Cruz de la Sierra |                                                                                                  |
| Victoria  | 6–1    | Sebastian Delgadillo         | TKO (golpes)                | Combate Cotas MMA 2                    | 11 de junio de 2016      | 1     | 3:45   | Santa Cruz de la Sierra | Regreso a peso wélter.                                                                           |
| Victoria  | 5–1    | Sebastian Muñoz              | KO (golpes)                 | Espartaco MMA 2                        | 21 de octubre de 2015    | 1     | 3:30   | Buenos Aires            |                                                                                                  |
| Victoria  | 4–1    | Sebastian Muñoz              | Sumisión (kimura)           | Ultimatum MMA: 2K9 Unlimited           | 20 de septiembre de 2015 | 2     | 3:00   | Buenos Aires            |                                                                                                  |
| Victoria  | 3–1    | Ezequiel Miranda             | TKO (golpes)                | Punishers 5                            | 17 de mayo de 2015       | 1     | 1:00   | Buenos Aires            | Regreso a peso mediano.                                                                          |
| Derrota   | 2–1    | Alejandro Ezequiel Coslovsky | TKO (golpes)                | Punishers 4                            | 21 de septiembre de 2013 | 1     | 3:48   | Buenos Aires            | Debut en peso wélter.                                                                            |
| Victoria  | 2–0    | Adrian Mazza Miranda         | TKO (golpes)                | La Plata Fight Club                    | 17 de agosto de 2013     | 1     | 0:48   | Buenos Aires            |                                                                                                  |
| Victoria  | 1–0    | William Castro               | Sumisión (armbar)           | Tavares Combat 7                       | 27 de julio de 2013      | 2     | 4:16   | Buenos Aires            | Debut en peso mediano.                                                                           |